# Les Petits Bourgeois (Gorki)
Ne doit pas être confondu avec Les Petits Bourgeois (Balzac).
Les Petits Bourgeois (en russe : Мещане, Meshchane) est un drame de l'écrivain russe Maxime Gorki, composé en 1901.
La maison d'édition Znanie (en) l'a publié  en mars 1902 et la pièce est créée le 7 avril 1902 à l'occasion d'une représentation  par le Théâtre d'art de Moscou à Saint-Pétersbourg.

## Aperçu
Le riche petit bourgeois de 58 ans Wassilij Wassiljew Bessemjonow, maître de la guilde des peintres dans une ville de province anonyme, n'a aucune joie avec ses trois enfants. L'étudiant de 26 ans Piotr est expulsé de la faculté de droit de Moscou pour la raison, dit-il, que « Le diable m'a poussé à participer aux stupides émeutes ». Tatiana, enseignante de 28 ans, n'a jamais eu de mari. Lorsque Nil, le fils adoptif, 27 ans, conducteur de train, et Polja, 21 ans, parent éloigné des Bessemyonov, veulent se marier, la famille s'effondre. L'oiseleur de 50 ans Pertschichin — le père de Polja — exprime ce que les autres avaient supposé jusqu'à présent : « ... J'ai toujours pensé que Nil épouserait Tatiana ». Tatiana fait une tentative de suicide après une déception avec Nil. Après tout, Tatiana n'est pas à la hauteur de son père autoritaire et est désespérée. Elle avoue au chanteur d'église Birkhahn (russ. Тетерев, Teterew) — en fait Terentij Chrissanfowitsch Bogoslowskij —, pensionnaire des Bessemjonows et philosophe ainsi que bouffon dans la pièce : « J'espérais qu'il [Nil]... trouverait le mot. J'ai attendu longtemps, idiot... Et cette vie, la querelle, la mesquinerie, la mesquinerie... l'étroitesse... m'ont entre-temps écrasée... Je n'ai pas la force de vivre... même mon désespoir est sans force. La peur me saisit. ». Son frère Piotr est complètement différent : à la fin de la pièce, le vieux Bessemjonow doit se rendre compte que Piotr ne demandera pas de reprendre des études de droit. Le fils quitte la famille avec la veuve de 24 ans Jelena Nikolajewna Kriwzowa — une sous-locataire des Bessemjonow — et veut — comme Nil — voler de ses propres ailes. Birkhahn, qui se dit ivrogne et qui voit dans tous les héros un imbécile omniprésent, pense que la pomme ne tombera pas loin de l'arbre. Piotr reviendra après la fuite et s'assiéra dans le nid qui a été fait.

## Titre
Dans la citation de Tatiana ci-dessus, Gorki a déjà esquissé la petite bourgeoisie. Ce n'est pas suffisant. Birkhahn gronde non seulement Piotr, mais aussi son père, le vieux Bessemyonov, un petit bourgeois. Presque une définition gorkienne du petit bourgeois, Birkhahn dit face au vieux Bessemjonow : « ... vous êtes moyennement intelligent et moyennement stupide ; modérément bon et modérément mauvais ; moyennement décent et louche, lâche et courageux... tu es le modèle d'un petit bourgeois ! Vous incarnez la platitude parfaite... le pouvoir qui conquiert même les héros, qui vit, vit et triomphe... Allez, prenons une autre... chère taupe ! ». Cette caractéristique correspond à la vision du vieux Bessemjonow des événements actuels dans son environnement. Par exemple, il évalue la tentative de suicide de Tatiana avec sa femme Akulina Ivanovna avec la déclaration : « Cela reste une honte pour nous deux ! ». Ou le vieil homme déteste les ouvriers d'usine qui se bousculent : « Ils ont dû finir le travail, sont allés au pub, ont bu leur salaire, et maintenant ils crient. ».
Pyotr confirme à Jelena qu'il est dans le « classement social... Petit-bourgeois ». Birkhahn : « [Piotr] est tout aussi... lâche et stupide [que son père]... Il sera aussi gourmand en son temps, arrogant et dur. ».

## Contenu
Pourquoi le vieux Bessemyonov devient-il de plus en plus intolérant envers ses semblables d'acte en acte de cette pièce ? Pourquoi chasse-t-il finalement tout le monde hors de sa maison, de sorte qu'à la fin il s'assoit seul avec une femme aveuglément obéissante et une fille désespérée ? Dans le premier acte, il dit à Tatiana à propos de ce problème de génération : « Vous n'aimez pas notre commande... ». Contrairement à la jeune génération, le vieil homme va à l'église avec sa femme et lit le Psautier à la maison. Mais en fait, il ne s'agit pas de ce genre de chose. L'attrapeur d'oiseaux Perchikhin prononce l'un des déclencheurs de toutes les querelles dans la maison des Bessemjonov : parce que la fille de Perchikhin, Polja, « a enlevé le prétendant à Tatiana ».
Au début, le vieux Bessemyonov ne veut pas que sa tête passe à travers le mur. Au contraire, le père inquiet cherche la cause du « dépérissement » de sa fille et en arrive à la conclusion qu'il « n'aurait pas dû envoyer Tatiana à l'école ». Maintenant, il est trop tard. Tatiana manque de foi parce qu'on lui a appris à utiliser son esprit dans les écoles. Mais rien n'est encore perdu. Tatiana est censée se marier. Ensuite, le père lui paie cinquante roubles par mois. Mais quand Nil se tourne vers la jeune Polja, le vieil homme amer déclare l'heureux couple comme son adversaire et dit à Nil : « ... désormais nous sommes ennemis ». Lorsque Tatiana boit de l'alcool de salmiak et se brûle l'œsophage, il appelle Polja un serpent venimeux, une mendiante.
Mais le vieux Bessemjonow ne fait pas le poids face au jeune couple Jelena et Piotr. Jelena surprend le vieil homme en admettant que c'est elle qui a réussi à courtiser son fils bien-aimé.

## Philosophie
Des discours grandioses se produisent partout dans la pièce. Par exemple, Piotr démissionne : « ... Je dis 'Russie' et j'ai l'impression que c'est un son vide pour moi. ». Le spectateur ne manque pas - le logicien Gorki a étudié son Kant et Schopenhauer. La non-philosophe Jelena — une étudiante passionnée de Birkhahn — présente la philosophie concentrée dans de tels fragments qu'elle doit avoir un effet amusant sur l'auditeur : Il y a la phrase "merveilleuse" de la raison suffisante avec ses racines quadruples : « Le lien de causalité, a priori et a posteriori », a claironne Jelena, existerait également toujours.